# Port Harcourt
Port Harcourt – jedno z największych miast Nigerii. Położone w delcie rzeki Niger. Stolica stanu Rivers. 
Miasto założone przez Brytyjczyków w 1912 na terenach zamieszkanych pierwotnie przez lud Ijaw. Nazwa pochodzi od nazwiska sekretarza stanu ds. kolonii w latach 1910–1915 Lewisa Harcourta. Miasto i port wzniesiono na potrzeby eksportu węgla z okolic miasta Enugu. 
Port Harcourt jest ważnym węzłem transportowym, z międzynarodowym lotniskiem i linią kolejową do Maiduguri. W mieście rozwinął się przemysł spożywczy, metalowy, cementowy, chemiczny, szklarski, skórzany, papierniczy, meblarski, samochodowy, rowerowy oraz rafineryjny.